# David Mattingly

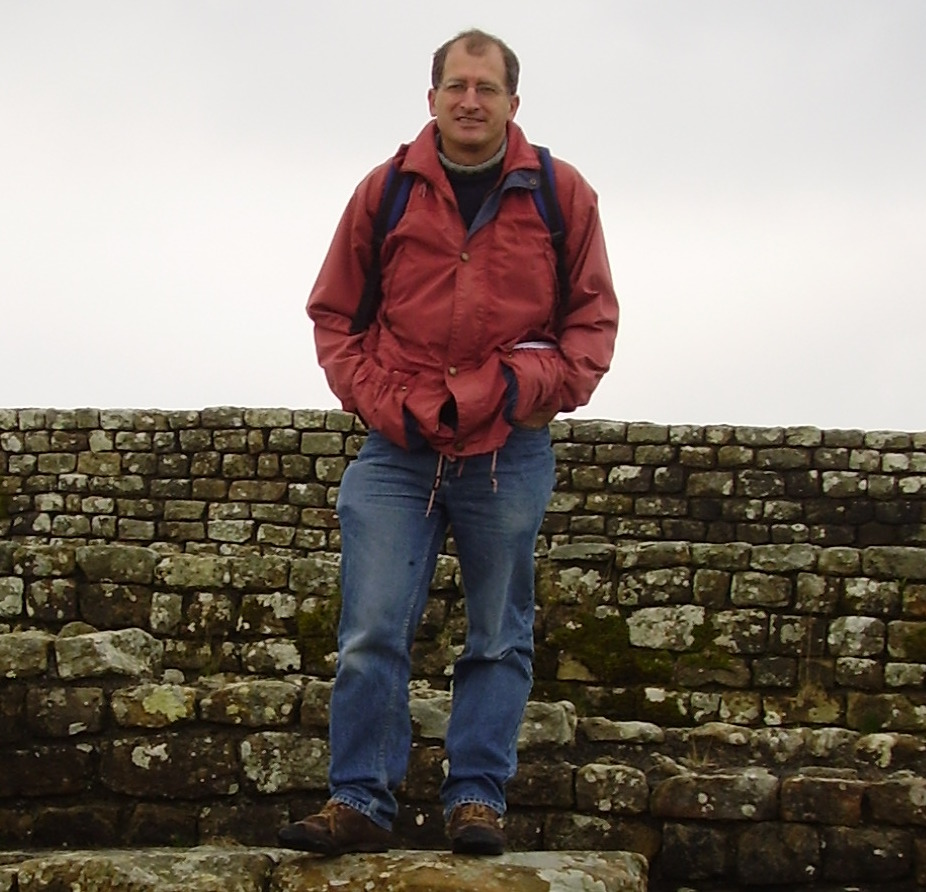
David Mattingly am Hadrianswall (2005)

David John Mattingly (* 18. Mai 1958 in Nottingham) ist ein britischer Provinzialrömischer Archäologe.
Mattingly studierte Geschichte an der University of Manchester und wurde dort  bei Barri Jones mit einer Arbeit zum römischen Tripolitanien promoviert. Anschließend war er von 1986 bis 1989 British Academy Post doctoral fellow an der University of Oxford. 1989 bis 1991 war er als Assistant Professor an der University of Michigan in Ann Arbor tätig. Seit Dezember 1991 lehrt er an der University of Leicester (1991 Lecturer, 1995 Reader, 1998 Professor of Roman Archaeology).
Seit 1993 ist Mattingly Mitglied der Society of Antiquaries of London (FSA), seit 2003 der British Academy (FBA). 2013 wurde er zum Mitglied der Academia Europaea gewählt.
Mattinglys Hauptforschungsgebiet ist das römische Nordafrika, besonders Libyen und Tunesien. Ausgehend von zahlreichen archäologischen Expeditionen in Libyen, insbesondere in Tripolitanien und im Fessan, beschäftigt er sich insbesondere mit ländlichen Siedlungs- und Wirtschaftsformen, der römischen Militärgrenze (Limes Tripolitanus) sowie einheimischen Völkern außerhalb dieser Grenze. Ein zweiter Schwerpunkt seiner Arbeit ist die Archäologie und Geschichte des römischen Britanniens.

## Veröffentlichungen (Auswahl)
- mit D. J. Buck (Hrsg.): Town and Country in Roman Tripolitania. Papers in Honour of Olwen Hackett.  Oxford 1985.
- mit J. A. Lloyd (Hrsg.): Libya. Research in Archaeology, Environment, History and Society 1969-1989. London 1989.
- mit Barri Jones: An Atlas of Roman Britain. Blackwell, Oxford 1990. ISBN 0-631-13791-2.
- u. a.:  Leptiminus (Lamta). A Roman port city in Tunisia. Bd. 1–3. Journal of Roman Archaeology, Supplementary Series 4. 41. 87. Portsmouth, R.I. 1992–2011.
- Tripolitania. University of Michigan Press, Ann Arbor 1994, ISBN 0-472-10658-9 / Batsford, London 1995, ISBN 0-7134-5742-2.
- u. a.: Farming the Desert. The UNESCO Libyan Valleys Archaeological Survey. Bd. 1–2. London 1996.
- mit David S. Potter (Hrsg.): Life, Death, and Entertainment in Ancient Rome. University of Michigan Press, Ann Arbor 1999.
- u. a.: The Archaeology of Fazzān. Bd. 1–3. London 2003–2010.
- An Imperial Possession. Britain in the Roman Empire. Penguin, London 2007, ISBN 978-0-14-014822-0.
- u. a. (Hrsg.): The Libyan Desert. Natural Resources and Cultural Heritage. Society for Libyan Studies, London 2006. ISBN 978-1-900971-04-1.
- Imperialism, Power and Identity. Experiencing the Roman Empire. Princeton University Press, Princeton 2011, ISBN 978-0-691-14605-8.